# Vinh tần
Vinh tần Lương Giai thị (chữ Hán: 荣嫔梁佳氏, ? - 1826) là một phi tần của Thanh Nhân Tông Gia Khánh Đế.

## Thân thế
Lương Giai thị là con gái của nguyên nhậm Viên ngoại lang Quan Bảo (光保). Chức Viên ngoại lang là một chức vụ trung cấp, dù ở Bát kỳ hay Nội vụ phủ đều có, nên không rõ Lương Giai thị là phân kỳ gì, là Bao y hay Mãn Châu quý tộc. Xét theo thời Gia Khánh, sơ phong hầu hết đều là Quý nhân, còn Lương Giai thị ban đầu chỉ là Thường tại, xem ra có lẽ bà vốn là Bao y thuộc Nội vụ phủ.
Tư liệu về Vinh tần rất mờ nhạt, không rõ bà tiến cung năm nào, một số cách nói cho rằng bà vào Càn Thanh cung làm cung nữ quét dọn, sau được Gia Khánh Đế, khi đó vẫn còn là Gia Thân vương nhìn trúng và nạp làm thị thiếp. Tuy nhiên, cách nói này cũng không hề có bất kì hồ sơ nào ghi lại, cũng không thể xem là thông tin chính xác. Bên cạnh đó, bà cũng như Ân tần Ô Nhã thị, tư liệu về bà chỉ xuất hiện từ khi Đạo Quang Đế tấn tôn phi tần tiền triều, hơn nữa bà còn xếp sau Ân tần, nên tư liệu về thân thế cũng như tiền trình của Ân tần tương đối khó mà khảo được.

## Đại Thanh tần phi
Khi Gia Khánh Đế tức vị, Lương Giai thị thành Vinh Thường tại (榮常在), rồi Vinh Quý nhân (榮貴人). Cũng như Ân tần Ô Nhã thị, chữ "Vinh" của Lương Giai thị không có tiến hành phiên dịch, trong hồ sơ Mãn văn chỉ phiên âm là [r’ung], chứng tỏ đây không phải một cái phong hào, mà là một cái xưng hiệu, đây có thể là phiên âm bản thân dòng dõi Lương Giai thị hoặc là tên hiệu của bà.
Năm Gia Khánh thứ 25 (1820), Đạo Quang Đế tức vị, ngày 23 tháng 8 (âm lịch), sách tôn Hoàng khảo Vinh tần (皇考榮嬪). Lấy Hiệp bạn Đại học sĩ Thư Anh (舒英) cầm cờ tiết tấn phong chủ lễ.
Sách văn viết:
| “                             | 璇宫介祉。协矩度于圭璋。宝字腾辉。备尊荣于简册。式稽彝典。用表芳规。皇考荣贵人梁氏。秉性安良。持躬淑慎。恪恭奉职。翟衣昭承侍之勤。肃穆垂型。彤管播令仪之誉。懿柔嘉之维则。宜位号之加崇。谨以金册尊为皇考荣嫔。于戏。芝检光昭。爰庆徽章之贲。兰阶瑞溢。长膺福履之绥。谨言。 . Toàn cung giới chỉ. Hiệp củ độ vu khuê chương. Bảo tự đằng huy. Bị tôn vinh vu giản sách. Thức kê di điển. Dụng biểu phương quy. Hoàng khảo Vinh Quý nhân Lương thị. Bỉnh tính an lương. Trì cung thục thận. Khác cung phụng chức. Địch y chiêu thừa thị chi cần. Túc mục thùy hình. Đồng quản bá lệnh nghi chi dự. Ý nhu gia chi duy tắc. Nghi vị hào chi gia sùng. Cẩn dĩ kim sách tôn vi Hoàng khảo Vinh tần. Vu hí! Chi kiểm quang chiêu. Viên khánh huy chương chi bí. Lan giai thụy dật. Trường ưng phúc lí chi tuy. Cẩn ngôn. | ” |
| — Sách văn Vinh tần Lương thị | |   |

Năm Đạo Quang thứ 6 (1826), ngày 10 tháng 5 (âm lịch), giờ Thìn, Vinh tần Lương Giai thị qua đời, không rõ bao nhiêu tuổi. Sang năm sau (1827), ngày 28 tháng 2 (âm lịch), an táng Vinh tần vào Phi viên tẩm của Xương lăng (昌陵), Thanh Tây lăng.